# Iron Curtain Trail (EV13)
Die EuroVelo Route EV13 („Iron Curtain Trail“, ICT) ist ein europäischer Radfernweg. Die Strecke soll über rund 9950 Kilometer von der Barentssee bis an das Schwarze Meer führen. Sie führt dabei durch 20 Länder und passiert 14 Welterbestätten der UNESCO.
Während des Kalten Kriegs verlief entlang vieler Streckenabschnitte des heutigen Radweges der „Eiserne Vorhang“ (englisch Iron Curtain). Im Gegensatz zu dem Projekt Grünes Band Europa, einem Biotopverbund, auf dessen Gebiet größtenteils der Iron Curtain Trail verläuft, gibt es keine von dem Radfernweg abzweigende Nebenstrecken (wie etwa die Strecke vom Dreiländereck Österreich – Ungarn – Slowenien zur Adria). Ein weiterer Unterschied zum Grünen Band Europa besteht darin, dass dieses durchweg auf dem Grenzstreifen auf der Seite der ehemals kommunistisch regierten Staaten liegt, während der Iron Curtain Trail auf vielen Streckenabschnitten über Wege auf der anderen Seite der Grenze verläuft.
Für Routenabschnitte, die durch Russland verlaufen, gilt aktuell (Stand: Mai 2022) wegen des Russischen Überfalls auf die Ukraine und wegen der Gefahr der Inhaftierung nach „unvorsichtigen“ Äußerungen eine Teilreisewarnung des Auswärtigen Amtes der Bundesrepublik Deutschland. Die Durchreise ist auch durch hohe Auflagen für die Ein- und Ausreise und die Auswirkungen der Sanktionen gegen Russland seit dem Überfall auf die Ukraine in Russland erschwert.

## Realisierungsprojekte
Der Iron Curtain Trail wird in drei Realisierungsprojekten umgesetzt:
- Der nördliche Teil führt über 4127 Kilometer von der Barentssee zur deutsch-polnischen Grenze.
- Der zentrale Abschnitt führt in Deutschland, Tschechien, Österreich, der Slowakei, Ungarn und Slowenien über 2179 Kilometer.
- Der südliche Teil führt über 1335 Kilometer durch Kroatien, Serbien, Rumänien, Bulgarien, Nordmazedonien, Griechenland und die Türkei bis zum Schwarzen Meer.

Der Ausbau des Radweges ist noch nicht abgeschlossen und der jeweils aktuelle Stand wird auf der Homepage des EuroVelo13 jeweils angezeigt.
Bezogen auf die Befahrbarkeit, im Sinne der Oberflächenqualität und des Verkehrsaufkommens, sind von den 7642 Gesamt-Kilometern des Weges nach Studien vom Dezember 2012 der größte Teil in ausreichender Verfassung, 761 km jedoch in einer unzureichenden Verfassung (242 km im nördlichen, 180 km im zentralen und 338 km im südlichen Teil). Die Ausschilderung ist den genannten Studien zufolge auf 3153 km im nördlichen, 246 km im zentralen und 338 km im südlichen Teil noch nicht vorhanden.
Für den weiteren Ausbau war 2012 geplant, bis 2020 noch ca. 191 Millionen Euro einzusetzen. Die Realisierung dieses Radweges wurde und wird mit Mitteln der Europäischen Union vom Europäischen Parlament gefördert. Die Förderung wird, in Teilen, noch bis 2020[veraltet] dauern.
Im 2012 erschienenen Nationalen Radverkehrsplan 2020 der deutschen Bundesregierung wird es als Ziel angegeben, den ICT bzw. den nationalen Radweg „Grünes Band Deutschland“ in das D-Netz einzupflegen, was bis zur Zertifizierung des Wegs als Kulturweg des Europarats weitgehend geschehen ist. Dadurch hat schon im Vorfeld der Zertifizierung der Radweg eine nationale Bedeutung erlangt.
Der Fernradweg wurde 2019 vom Europarat als Kulturweg zertifiziert und in Veröffentlichungen des Europarats teilweise auf Deutsch als Straße des Eisernen Vorhangs bezeichnet. In den meisten Dokumenten und für die Beschilderung wird aber auch im deutschsprachigen Raum nur der Originalname verwendet.

## Streckenführung

### Norwegen
Die Strecke in Norwegen fängt in Grense Jakobselv bei Kirkenes an, verläuft durch Neiden und führt zum Grenzübergang nach Finnland.

### Finnland
Der Iron Curtain Trail in Finnland ist ca. 1684 km lang, davon sind 13 % unbefestigte Wege.

#### Etappen
Die in den Fußnoten angegebenen Nachweise verlinken direkt auf die Karten zum jeweiligen Abschnitt.
- Näätämö – Suojanperä 64 km[9]
- Suojanperä – Inari 80 km[10]
- Inari – Saariselkä 71 km[11]
- Saariselkä – Peurasuvanto 77 km[12]
- Peurasuvanto – Sodankylä 54 km[13]
- Sodankylä – Pyhäjärvi 62 km[14]
- Pyhäjärvi – Savukoski 60 km[15]
- Savukoski – Salla 80 km[16]
- Salla – Oulanka, Nordösterbotten 52 km[17]
- Oulanka, Nordösterbotten – Kuusamo 63 km[18]
- Kuusamo – Poussuntie 16 km[19]
- Poussuntie – Teeriranta, Kainuu 54 km[20]
- Teeriranta, Kainuu – Ruhtinansalmi 40 km[21]
- Ruhtinansalmi – Suomussalmi 62 km[22]
- Suomussalmi, Ämmänsaari – Raatteentie 23 km[23]
- Raatteentie – Ala-vuokki 27 km[24]
- Ala-Vuokki – Lentiira 61 km[25]
- Lentiira – Kuhmo 42 km[26]
- Kuhmo – Teljo, Nordkarelien 51 km[27]
- Teljo, Nordkarelien – Nurmijärvi 27 km[28]
- Nurmijärvi – Lieksa 29 km[29]
- Lieksa – Pötsönvaara 61 km[30]
- Pötsönvaara – Hattujärvi 27 km[31], Schotter
- Hattujärvi – Ilomantsi 43 km[32]
- Ilomantsi – Niirala 76 km[33]
- Niirala – Tohmajärvi 17 km[34]
- Tohmajärvi – Kitee 20 km[35]
- Kitee – Raikuu, Südsavo 37 km[36]
- Raikuu, Südsavo – Savonlinna 47 km[37]
- Savonlinna – Punkaharju 53 km[38]
- Punkaharju – Vapanen, Südkarelien 7 km[39]
- Vapanen, Südkarelien – Parikkala 15 km[40]
- Parikkala – Huhtanen 55 km[41]
- Huhtanen – Imatra 19 km[42]
- Imatra – Nuijamaa 40 km[43]
- Nuijamaa – Lauritsala 22 km[44]
- Lauritsala – Lappeenranta 9 km[45]
- Lappeenranta – Vainikkala 27 km[46]
- Vainikkala – Hyttilä 19 km[47]
- Hyttilä – Muurikkala 25 km[48]
- Muurikkala – Miehikkälä 13 km[49]
- Miehikkälä – Virolahti 9 km[50]
- Virolahti – Vaalimaa 6 km[51]

### Russland
Für die russischen Teile des Weges in der Oblast Leningrad gibt es zurzeit noch keine festgelegte Route.
Von der finnisch-russischen Grenze bei Nuijamaa nach Sankt Petersburg wird die Route vermutlich entlang der Straße A127 und dann ab Wyborg weiter in der Nähe der Straße A123 verlaufen. Von Sankt Petersburg bis zur Grenze nach Estland ist der vorgeschlagene Routenverlauf des Europaradweges R1 auch für den EV13 anzunehmen (Peterhof, Kingissepp, Iwangorod).

### Estland
Die Route verläuft in Estland auf dem nationalen Radweg EE1, der Küstenroute Estland.
Sie verläuft an der Küste von Narva über Sillamäe, Kohtla-Järve, vorbei am Lahemaa-Nationalpark zur Hauptstadt Tallinn.
Weiter nach Westen durch Laulasmaa, Padise, Nõva nach Haapsalu. Als Nächstes führt die Route über die Insel Hiiumaa.
Der weitere Weg verläuft über die Insel Saaremaa, die zum großen Teil umrundet wird. Dabei wird Kuressaare passiert. Weiter zur Insel Muhu und dann, wieder auf dem Festland, nach Pärnu und an der Küste entlang bis zur lettischen Grenze.

### Lettland
Der Weg führt von der Grenze nach Estland über Ainaži, entlang der Küste bis Salacgrīva, dann weiter im Binnenland nach Limbaži und über Sigulda und Ropaži nach Rīga, weiter durch den Badeort Jūrmala nach Kurland, eine historische Landschaft, die teils umrundet, teils durchquert wird, durch Jūrkalne, zum Badeort Liepāja und zur litauischen Grenze.

### Litauen
Die Route verläuft in Litauen auf dem nationalen Radweg LT5. Beginnend an der Grenze zu Lettland, über Palanga nach Klaipėda und dann auf der kurischen Nehrung bis Nida an der Grenze zur russischen Exklave.

### Russland (Kaliningrad)
Vom Grenzübergang bei Morskoje über die kurische Nehrung geht es nach Selenogradsk, Swetlogorsk und Kaliningrad, von dort auf der Straße A194 zur Grenze nach Polen.

### Polen
Die Route führt in Polen von der Grenze bei Gronowo an der Ostseeküste entlang über Frombork, Kadyny, Gdańsk, Gdynia, Krokowa, Główczyce, Ustka, Darłowo, Kołobrzeg, Mrzeżyno, Trzebiatów und Rewal und erreicht bei Świnoujście (Swinemünde) die deutsche Grenze.

### Deutschland

Lagekarte des ICT innerhalb Deutschlands (ca. 1.528 km) bzw. in der deutsch-tschechischen Grenzregion (ca. 415 km, davon 180 km in Bayern), Datenquelle: OSM.

In Deutschland verläuft die Route zunächst entlang der Ostseeküste trassengleich mit der D-Netz-Route D2 Ostseeküsten-Route bis kurz vor Travemünde und folgt dann auf 1129 km dem nationalen Radweg „Grünes Band Deutschland“ bis zur Grenze nach Tschechien.

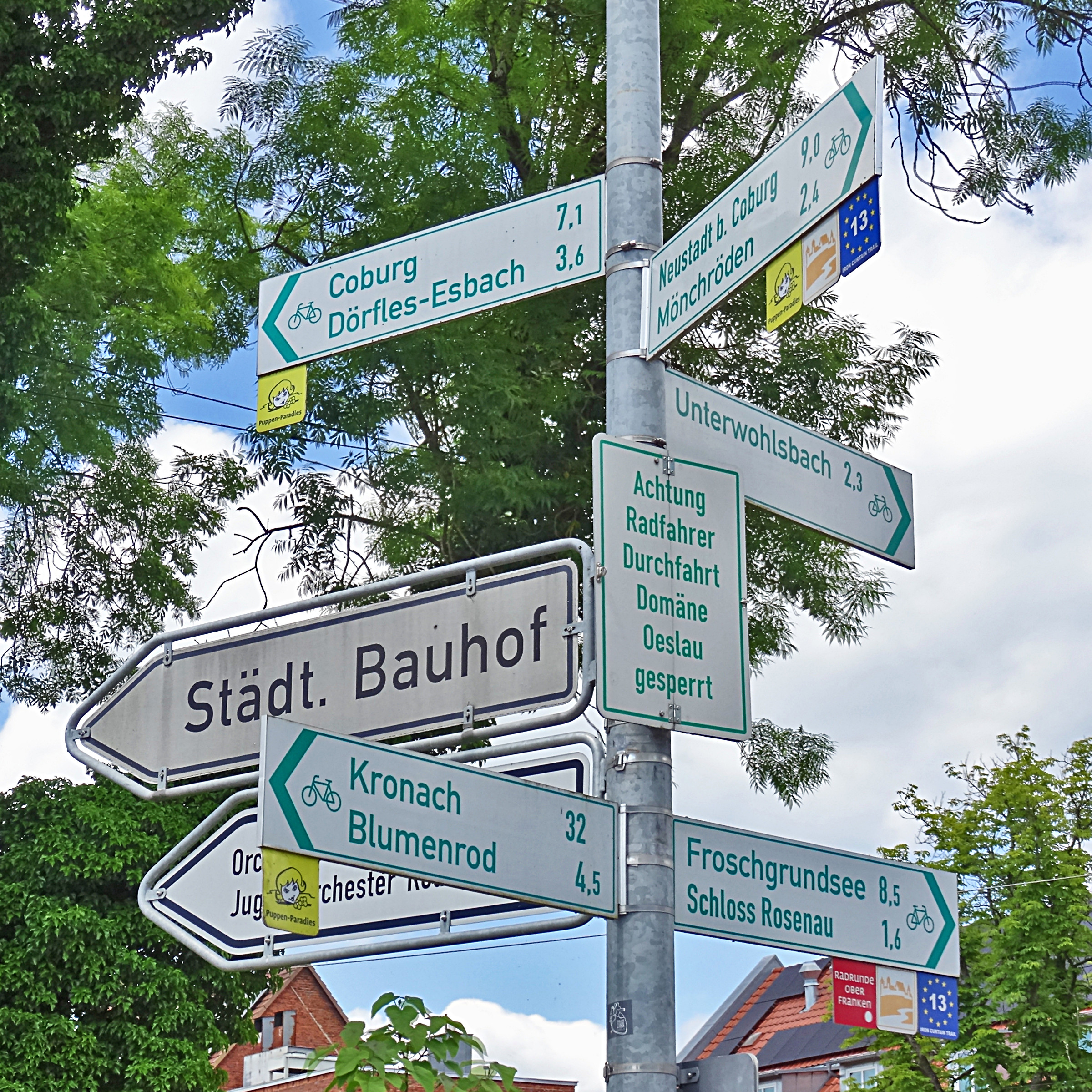
Wegweiser mit ICT-Plaketten

Die Strecke verläuft von der polnischen Grenze bei Ahlbeck über Usedom nach Greifswald, führt weiter nach Stralsund und dann über den Darß nach Warnemünde.
Über Kühlungsborn und Wismar wendet sich die Route kurz vor Travemünde nach Süden.
Durch die Randbezirke von Lübeck, vorbei am Ratzeburger See über Zarrentin zur Elbe bei Lauenburg, dann der Elbe aufwärts folgend bis Schnackenburg, vorbei am Arendsee durch das Wendland über Wustrow und Brome, vorbei an Helmstedt und Schöningen nach Hornburg.
Bei Ilsenburg wird der Harz erreicht, der überquert werden muss, bevor in Ellrich die Route Richtung Duderstadt und Bad Sooden-Allendorf wieder in flacheres Gelände kommt. Der Weg folgt dem Tal der Werra, vorbei an Eisenach, bis Vacha. Dann geht es durch die Rhön vorbei am Point Alpha, über Tann und Frankenheim.
Über Fladungen und Höchheim, Bad Rodach und Mönchröden nach Neustadt bei Coburg, Stockheim, Tettau, Lauenstein, Lehesten nach Blankenstein im Saale-Tal.
Über Hirschberg (Saale), Mödlareuth zur tschechischen Grenze bei Nentschau.
Parallel zum Iron Curtain Trail wird ein „Radweg Grünes Band Deutschland“ konzipiert, der zurzeit (März 2020) nördlich des Harzes und entlang der Elbe bereits durchgehend ausgeschildert ist. Nicht an allen Stellen ist die Streckenführung mit der des Iron Curtain Trails identisch. Ein Problem besteht darin, dass der Kolonnenweg nicht mehr an allen Abschnitten existiert bzw. nicht mehr von Radfahrern benutzt werden kann oder soll. Insbesondere in Wildschutzgebieten am ehemaligen Eisernen Vorhang besteht ein Radfahrverbot. An solchen Stellen mussten (auch für den Iron Curtain Trail) Ausweichstrecken gefunden werden.
Unweit der Wegstrecke durch Deutschland liegen zahlreiche Museen zur Geschichte der ehemaligen innerdeutschen Grenze:
- Freilichtmuseum Mödlareuth
- Grenzanlagen Behrungen
- Grenzlandmuseum Bad Sachsa
- Grenzlandmuseum Eichsfeld
- Grenzmuseum Schifflersgrund
- Grenzmuseum Sorge
- Mauermuseum

### Tschechische Republik und Deutschland
Aus Trojmezí (Gottmansgrün) führt der ICT nach Aš und Cheb, wo die ehemalige Grenzkontrollstelle Libá/Dubina passiert wird; bei Svatý Kříž/Waldsassen ist Bayern erreicht, es folgt Bayerisch Eisenstein und erneut die Tschechische Republik. Durch den Nationalpark Národní park Šumava fahren die Radler entlang der Moldau in Richtung Vyšší Brod.

### Tschechische Republik und Österreich
Hinter Vyšší Brod überquert man die Grenze zu Österreich und fährt auf dem Kamp-Thaya-March-Radweg. Wieder in Tschechien folgt dann eine Reise durch den grenzüberschreitenden Nationalpark Podyjí / Thayatal, wo der Pfad zwischen Šatov und Retzbach beiderseits der Staatsgrenze verläuft, an Znojmo und der Gedenkstätte Mikulov vorbei, um in die Kulturlandschaft Lednice und Valtice zu gelangen. Am Zusammenfluss der Flüsse Morava (March) und Dyje (Thaya) endet der tschechische Teil des Fahrradpfades.

### Österreich und Slowakei
Der Eurovelo 13 verläuft in der Slowakei entlang der March bis zu ihrer Mündung in die Donau.
Der Strecke beginnt beim Grenzübergang Hohenau an der March – Moravský Svätý Ján. Weiter geht die Strecke entlang der March an Gajary vorbei nach Suchohrad. Dann über Záhorská Ves, Vysoká pri Morave, Devínska Nová Ves zur Mündung der March in die Donau unterhalb der Burg Devín (Theben). Wenige Kilometer später erreicht man die Hauptstadt der Slowakei Bratislava. Über die Donaubrücke Most SNP auf das rechte Donauufer und durch den Stadtteil Petržalka zur Grenze nach Österreich bei Kittsee.

### Österreich (Burgenland) und Ungarn
Die Route führt entlang der österreichisch-ungarischen Grenze von der Slowakei bis nach Slowenien.
Der Abschnitt beginnt am Grenzübergang bei Kittsee, geht dann über Pama, Deutsch Jahrndorf, Nickelsdorf ins ungarische Albertkázmérpuszta und zurück nach Österreich über Halbturn, Andau. Die österreichisch-ungarische Grenze wird über die Brücke von Andau passiert und der Weg verläuft entlang des Einser Kanals bis zur erneuten Grenzquerungen nach Wallern und Pamhagen. In Ungarn werden Fertőújlak und Fertőd besucht. Dem Neusiedler-See-Radweg folgt unsere Strecke bis Fertőrákos. Zurück geht es ins Burgenland, vorbei an Mörbisch am See und an der Grenze erinnert das Monument „Umbruch“ an eine der ersten Lücken im Eisernen Vorhang. Doch erst hinter Klingenbach und Schattendorf wird Ungarn erreicht, wo es über Ágfalva und Sopron, Harka. Wieder burgenländisch besucht man Neckenmarkt, Horitschon, Raiding, Kleinwarasdorf, Kroatisch Minihof, Nikitsch, Lutzmannsburg, Frankenau und Klostermarienberg. Über die grüne Grenze verläuft der Radweg nach Ólmod und Kőszeg in Ungarn und weiter über Bozsok, Bucsu, Narda nach Felsőcsatár, Pornóapáti, kurz ins österreichische Bildein, weiter ins ungarische Szentpéterfa und schließlich ein letztes Mal nach Österreich über Moschendorf, Strem, Heiligenbrunn, Großmürbisch nach Inzenhof. Das Route endet über das ungarische Szentgotthárd und Felsőszölnök an die Grenze nach Slowenien.

### Slowenien
Ein kurzes Stück der Route führt durch den nordöstlichen Teil Sloweniens: zwischen der Grenze zu Ungarn in Domanjševci und der Grenze mit Kroatien in Dobrovnik.

### Kroatien
Der Streckenverlauf folgt dem Fluss Drava auf der kroatischen Seite durch das UNESCO-Biosphärenreservat Mura-Drava-Donau und durch die Baranja Region bis zur serbischen Grenze.

### Serbien / Rumänien
Im serbisch / rumänischen Grenzgebiet, verläuft die Route mal auf serbischem und mal auf rumänischem Gebiet. Die Streckenführung überlappt teilweise mit dem Donauradweg EuroVelo 6.

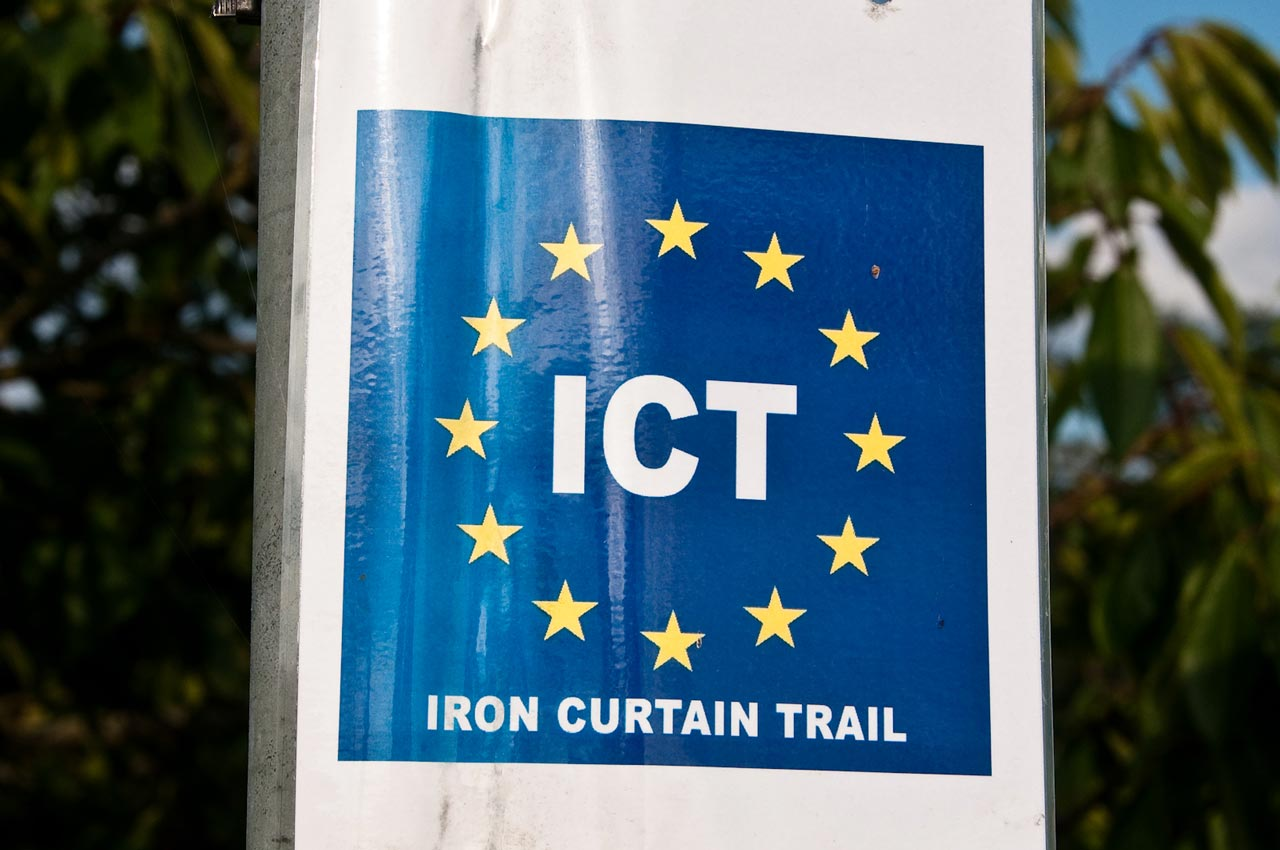
Signet Iron Curtain Trail

## Beschilderung
Die Beschilderung mit dem Signet des Iron Curtain Trails ist bisher nur auf der Hälfte der Route erfolgt, wird jedoch beständig ausgebaut.